# علم الآثار المعاصر
علم الآثار المعاصر هو مجال من مجالات البحث الأثري يركز على الماضي الأكثر حداثة (القرن العشرين والواحد والعشرين)، ويستكشف بشكل متزايد تطبيق التفكير الأثري على العالم المعاصر. يُشار إليه أيضًا بعلم الآثار "للماضي المعاصر". استخدام هذا المصطلح في المملكة المتحدة يرتبط بشكل خاص بمجموعة مؤتمر النظرية في علم الآثار المعاصر والتاريخي (CHAT). يُشكل هذا المجال جزءًا من علم الآثار التاريخي، أو علم الآثار للفترة الحديثة. على عكس علم الآثار العرقي، يدرس علم الآثار المعاصر الماضي الحديث والمعاصر بحد ذاته، بدلاً من تطوير نماذج يمكن أن تساعد في دراسة الماضي البعيد.

## النطاق
يستند علم الآثار المعاصر غالبًا إلى دراسات الثقافة المادية الأنثروبولوجية، ولكنه يتميز باستخدام الأساليب والممارسات الأثرية التقليدية بطرق جديدة. يهدف البحث في هذا المجال عمومًا إلى تقديم مساهمة أثرية في الدراسات الاجتماعية العلمية الأوسع للعالم المعاصر، مع التركيز بشكل خاص على تقديم أساليب لدراسة الأشياء المادية (كالأشياء، المناظر الطبيعية، المباني، التراث المادي، إلخ) للدراسات السوسيولوجية والجغرافية والسياسية للعالم الحديث.
تطور هذا المجال بشكل خاص في إدارة التراث، على سبيل المثال من خلال برنامج "التغيير والإبداع" الخاص بإنجلترا للتراث الذي يركز على المناظر الطبيعية للقرن العشرين المتأخر. يسعى علم الآثار المعاصر إلى استكشاف خصائص التغيير السريع والمتنوع عبر مستويات صغيرة وكبيرة باستخدام مجموعة من التقنيات الأثرية التقليدية والتجريبية. مثل جميع البحوث والممارسات الأثرية، يستخدم علم الآثار المعاصر كلا من أساليب الاستدلال الاستقرائي والاستدلال الاستنباطي، التي قد تشمل النمذجة الأثرية.
أشار كوينتن لويس إلى أن علم الآثار المعاصر لديه أرضية أكثر صلابة في المملكة المتحدة وأوروبا مقارنة بأمريكا الشمالية، حيث لم يصبح بعد مجالًا دراسيًا معترفًا به بوضوح في الولايات المتحدة. تحول عمل الباحثين في المملكة المتحدة وأوروبا إلى بعض الجوانب المادية التي تعد فريدة إلى حد ما، مثل الدراسات الواسعة لمناظر الحرب في القرن العشرين، على سبيل المثال مشروع النصب التذكارية للحرب الباردة التابع لإنجلترا للتراث، وأعمال غابرييل موشينسكا حول ملاجئ الغارات الجوية البريطانية وتجارب الأطفال في الجبهة الداخلية خلال الحرب العالمية الثانية، ودراسة هاينريش ناثو للدفاعات الساحلية النرويجية في الحرب العالمية الثانية، وتحليل ألفريدو غونزاليس رويبل للنصب التذكارية للحرب الأهلية الإسبانية؛ وكذلك عمل لورا مكأتكني على "جدران السلام" في أيرلندا الشمالية؛ ودراسة آنا بادكوك وروبرت جونستون لمواقع معسكرات الاحتجاج في ديربيشاير؛ والكتابات المعاصرة (حيث قام بول غريفز-براون وجون سكوفيلد بجذب العديد من الصحفيين وتساؤلوا عما يقدره الأثريون من خلال تقييمهم لكتابات فرقة Sex Pistols).
رغم كل هذه الأبعاد المميزة للتراث البريطاني والأوروبي، يمكننا بالتأكيد الإشارة إلى تجارب مادية مثيرة للاهتمام بنفس القدر في كل زاوية من أمريكا الشمالية. يرتبط جزء من ظهور علم الآثار المعاصر باستعداد بريطانيا وأوروبا لإجراء تحليل مادي لا يتطلب الحفر. خارج أمريكا الشمالية، هناك عدد كبير من العلماء الذين يطلقون على أنفسهم أثريين بينما يدرسون الفضاء، البيئة المبنية، ومجموعة واسعة من الأشياء المادية دون الحاجة بالضرورة إلى استخدام المجرفة.
في الولايات المتحدة، نجح علم الآثار التاريخي في تكوين مجال منتج يركز على الحفريات الميدانية والمادية اليومية، وتم تخصيص جزء كبير من التدريب لطرق الحقل وتحليل مجموعة مميزة من السلع مثل السيراميك، الزجاج، وبقايا الحيوانات التي يعثر عليها بانتظام في سياقات الحفريات في أي موقع يعود إلى فترة تاريخية.

على الرغم من تاريخ يمتد على الأقل إلى مشروع "غاربولوجي" لويليام راتجي، لا يزال علم الآثار المعاصر فرعًا جديدًا ضمن الجامعة. بالتركيز على قدرة علم الآثار على سرد القصص التي تتجاوز الخطاب الرسمي أو الرسمي، فإن علم الآثار المعاصر لديه القدرة على تقديم نقد سياسي كبير.